# IC 215
IC 215 ist eine Spiralgalaxie vom Hubble-Typ Sab im Sternbild Walfisch südlich des Himmelsäquators. Sie ist schätzungsweise 96 Millionen Lichtjahre von der Milchstraße entfernt und hat einen Durchmesser von etwa 30.000 Lj.
Das Objekt wurde am 28. Januar 1892 vom französischen Astronomen Stéphane Javelle entdeckt.